# Leon Douglas
Leon Douglas (nacido el 26 de agosto de 1954 en Leighton, Alabama) es un exjugador y entrenador de baloncesto estadounidense que jugó siete temporadas en la NBA, además de hacerlo durante otras siete en la liga italiana y una más en la liga francesa. Con 2,08 metros de altura, lo hacía en la posición de ala-pívot. Es hermano del también profesional John Douglas.

## Trayectoria deportiva

### Universidad
Jugó durante tres temporadas con los Crimson Tide de la Universidad de Alabama, en las que promedió 17,3 puntos y 11,5 rebotes por partido. En sus cuatro temporadas fue elegido en el mejor quinteto de la Southeastern Conference, y en las dos últimas mejor jugador. Además, fue incluido en el segundo quinteto del All-American en 1975 y en el tercero en 1976.

### Profesional
Fue elegido en la cuarta posición del Draft de la NBA de 1976 por Detroit Pistons, y también por los New York Nets en la tercera ronda del draft de la ABA, eligiendo la primera opción. Allí pasó cuatro temporadas, siendo la más destacada la 1978-79, en la que promedió 11,4 puntos y 8,5 rebotes por partido.
En 1980 se convirtió en agente libre, fichando por Kansas City Kings, quienes recibieron como compensación una futura primera ronda del draft (Kelly Tripucka). Allí jugó dos temporadas en las que fue perdiendo protagonismo paulatinamente, hasta que nada más comenzar la temporada 1982-83 fue despedido. Decidió continuar su carrera en Europa, fichando por el Carrera Venezia de la liga italiana, de donde pasó al CSP Limoges de la liga francesa, donde fue una pieza clave para la consecución del título de liga ese año, al promediar 15,6 puntos y 9,3 rebotes por partido.
Al año siguiente regresó a Italia firmando con el Yoga Bologna, donde jugó 3 temporadas en las que vivió un descenso a la Serie A2 y un posterior ascenso al año siguiente. En 1987 ficharía por el Olimpia Pistoia de la Serie A2, donde permanecería durante 4 temporadas, retirándose tras jugar un año más en el Majestic Firenze.

### Entrenador
Tras dejar las canchas como jugador, permaneció dos temporadas como entrenador asistente del Olimpia Pistoia, para regresar a su país y hacerse cargo del Stillman College de la División II de la NCAA. En 2005 dirige también a los Magic City Court Kings de la liga menor WBA, para ser nombrado al año siguiente entrenador de la Universidad Tuskegee.

## Estadísticas de su carrera en la NBA

### Temporada regular
| Temporada | Edad | Equipo            | Liga | P   | TIT | MIN  | TC  | TCA | %TC  | 3P  | 3PA | %3P  | TL  | TLA | %TL  | R.OF. | R.DEF. | REB | ASIS | ROB | TAP | PER | FP  | PTS  |
| 1976-77   | 22   | Detroit Pistons   | NBA  | 82  |     | 19.8 | 3.0 | 6.2 | .479 |     |     |      | 1.5 | 2.8 | .555 | 2.2   | 4.2    | 6.4 | 0.8  | 0.5 | 1.0 |     | 3.6 | 7.5  |
| 1977-78   | 23   | Detroit Pistons   | NBA  | 79  |     | 25.2 | 4.1 | 8.4 | .481 |     |     |      | 2.8 | 4.4 | .641 | 2.3   | 5.1    | 7.4 | 1.4  | 0.7 | 0.6 | 2.5 | 3.7 | 10.9 |
| 1978-79   | 24   | Detroit Pistons   | NBA  | 78  |     | 28.4 | 4.4 | 8.9 | .490 |     |     |      | 2.7 | 4.2 | .634 | 3.2   | 5.3    | 8.5 | 0.9  | 0.5 | 0.7 | 2.4 | 4.1 | 11.4 |
| 1979-80   | 25   | Detroit Pistons   | NBA  | 70  |     | 25.5 | 3.2 | 6.5 | .486 | 0.0 | 0.0 | .000 | 1.8 | 2.6 | .676 | 2.4   | 4.7    | 7.2 | 1.7  | 0.4 | 0.9 | 1.8 | 3.6 | 8.1  |
| 1980-81   | 26   | Kansas City Kings | NBA  | 79  |     | 17.2 | 2.3 | 4.1 | .573 | 0.0 | 0.0 | .000 | 1.3 | 2.4 | .548 | 1.9   | 3.0    | 4.9 | 0.9  | 0.3 | 0.5 | 1.1 | 3.2 | 6.0  |
| 1981-82   | 27   | Kansas City Kings | NBA  | 63  | 17  | 17.3 | 1.1 | 2.2 | .500 | 0.0 | 0.0 |      | 0.5 | 1.3 | .400 | 1.8   | 2.8    | 4.6 | 0.6  | 0.2 | 0.6 | 0.9 | 3.3 | 2.7  |
| 1982-83   | 28   | Kansas City Kings | NBA  | 5   | 0   | 9.2  | 0.4 | 0.6 | .667 | 0.0 | 0.0 |      | 0.0 | 0.4 | .000 | 0.6   | 0.8    | 1.4 | 0.0  | 0.0 | 0.6 | 0.2 | 2.6 | 0.8  |
| Total     |      |                   | NBA  | 456 | 17  | 22.2 | 3.0 | 6.1 | .495 | 0.0 | 0.0 | .000 | 1.8 | 3.0 | .601 | 2.3   | 4.2    | 6.5 | 1.1  | 0.5 | 0.7 | 1.8 | 3.6 | 7.9  |

### Playoffs
| Temporada | Edad | Equipo            | Liga | P  | MIN | TCA | TC | 3PA | 3P | TLA | TL | R.OF. | REB | ASIS | ROB | TAP | PER | FP | PTS | %TC  | %3P | %FT  | MIN  | PTS | REB | AST |
| 1976-77   | 22   | Detroit Pistons   | NBA  | 3  | 57  | 4   | 13 |     |    | 2   | 7  | 4     | 10  | 3    | 1   | 5   |     | 11 | 10  | .308 |     | .286 | 19.0 | 3.3 | 3.3 | 1.0 |
| 1980-81   | 26   | Kansas City Kings | NBA  | 15 | 318 | 15  | 32 | 0   | 0  | 15  | 35 | 18    | 65  | 11   | 4   | 3   | 18  | 47 | 45  | .469 |     | .429 | 21.2 | 3.0 | 4.3 | 0.7 |
| Total     |      |                   | NBA  | 18 | 375 | 19  | 45 | 0   | 0  | 17  | 42 | 22    | 75  | 14   | 5   | 8   | 18  | 58 | 55  | .422 |     | .405 | 20.8 | 3.1 | 4.2 | 0.8 |